# Comando (programa de televisão)
Comando foi um programa de televisão brasileiro transmitido pela Mix TV. O programa tem os moldes do Acesso MTV e teve sua estreia dia 9 de maio de 2011 apresentado pela Rafaella "Rafa" Brites, casada com Felipe Andreoli ex-CQC.